# Lijst van ministers van Defensie van Indonesië
Hieronder volgt een lijst van ministers van defensie van Indonesië. Het ambt heette eerder van 1945 tot 1945 "minister van volksveiligheid" en tussen 1968 en 1999 "minister van defensie en veiligheid". Tussen 1946 en 1968 en sinds 1999 is de naam "minister van defensie" (menteri pertahanan).
| #    | Foto | Minister                                   | Ambtstermijn     | Ambtstermijn     |
| ---- | ---- | ------------------------------------------ | ---------------- | ---------------- |
| 1    |      | Soeprijadi                                 | 19 augustus 1945 | 20 oktober 1945  |
| —    |      | Imam Muhammad Suliyoadikusumo (ad-interim) | 20 oktober 1945  | 14 november 1945 |
| 2    |      | Amir Sjarifoeddin                          | 14 november 1945 | 29 januari 1948  |
| —    |      | Mohammad Hatta (ad-interim)                | 29 januari 1948  | 15 juli 1948     |
| 3    |      | Sri Sultan Hamengkoeboewono IX             | 15 juli 1948     | 4 augustus 1949  |
| —    |      | Sutan Rasjid                               | 19 december 1948 | 13 juli 1949     |
| (3)  |      | Sri Sultan Hamengkoeboewono IX             | 9 augustus 1949  | 6 juni 1950      |
| 4    |      | Abdoel Halim                               | 6 juni 1950      | 17 december 1950 |
| —    |      | Mohammad Natsir (ad-interim)               | 17 december 1950 | 27 april 1951    |
| 5    |      | Sewaka                                     | 9 mei 1951       | 3 april 1952     |
| (3)  |      | Sri Sultan Hamengkoeboewono IX             | 3 april 1952     | 2 juni 1953      |
| 6    |      | Wilopo                                     | 2 juni 1953      | 30 juli 1953     |
| 7    |      | Iwa Kusumasumantri                         | 30 juli 1953     | 13 juli 1955     |
| —    |      | Zainul Arifin (ad-interim)                 | 13 juli 1955     | 12 augustus 1955 |
| 8    |      | Burhanuddin Harahap                        | 12 augustus 1955 | 24 maart 1956    |
| 9    |      | Ali Sastroamidjojo                         | 24 maart 1956    | 9 april 1957     |
| 10   |      | Djoeanda Kartawidjaja                      | 9 april 1957     | 10 juli 1959     |
| 11   |      | Abdul Harris Nasution                      | 10 juli 1959     | 24 februari 1966 |
| 12   |      | M. Sarbini                                 | 24 februari 1966 | 28 maart 1966    |
| 13   |      | Soeharto                                   | 28 maart 1966    | 9 september 1971 |
| 14   |      | Maraden Panggabean                         | 9 september 1971 | 29 maart 1978    |
| 15   |      | Andi Muhammad Jusuf Amir                   | 31 maart 1978    | 19 maart 1983    |
| 16   |      | Poniman                                    | 19 maart 1983    | 21 maart 1988    |
| 17   |      | Leonardus Benyamin Moerdani                | 21 maart 1988    | 17 maart 1993    |
| 18   |      | Edi Sudrajat                               | 17 maart 1993    | 16 maart 1998    |
| 19   |      | Wiranto                                    | 16 maart 1998    | 20 oktober 1999  |
| 20   |      | Juwono Sudarsono                           | 26 oktober 1999  | 26 augustus 2000 |
| 21   |      | Mohammad Mahfud M.D                        | 26 augustus 2000 | 20 juli 2001     |
| 22   |      | Agum Gumelar                               | 20 juli 2001     | 9 augustus 2001  |
| 23   |      | Matori Abdul Djalil                        | 9 augustus 2001  | 20 oktober 2004  |
| (20) |      | Juwono Sudarsono                           | 21 oktober 2004  | 20 oktober 2009  |
| 24   |      | Purnomo Yusgiantoro                        | 22 oktober 2009  | 20 oktober 2014  |
| 25   |      | Ryamizard Ryacudu                          | 27 oktober 2014  | 20 oktober 2019  |
| 26   |      | Prabowo Subianto                           | 23 oktober 2019  | 20 oktober 2024  |
| 26   |      | Sjafrie Sjamsoeddin                        | 21 oktober 2024  | heden            |